# Stroitel
Stroitel (russisk: Строи́тель) er en by i Belgorod oblast i den europæiske del af Den Russiske Føderation.
Stroitel ligger ved floden Vorskla, en biflod til floden Dnepr. Byen blev grundlagt i 12. september 1958 . Den har et areal på 33 km2
og et indbyggertal på 23.780 (2021) indbyggere. Stroitel er hovedby i Jakovlevskij rajon.